# Guinness (famiglia)
La famiglia Guinness è una vasta famiglia aristocratica irlandese protestante nota per le realizzazioni nella produzione della birra e per le attività nei settori bancari, politici e religiosi. Sono particolarmente conosciuti presso il grande pubblico per la produzione del dry stout, birra Guinness.
Quattro membri della famiglia in successione sono stati rappresentanti presso il Parlamento del Regno Unito della circoscrizione di Southend, che divenne popolarmente nota come "Guinness-on-Sea".
Il "ramo bancario" Guinnesses discende da Samuel (1727-95) che si insediò come battiloro a Dublino nel 1750, e da suo figlio Richard (1755-1830), un avvocato di Dublino.

## Esponenti di spicco

### Ramo della produzione della birra
- Arthur Guinness (1725-1803), fondatore della Birreria Guinness nel 1759
- Benjamin Guinness (1798-1868)
- Arthur Guinness, I barone Ardilaun (1840-1915), creato Barone Ardilaun nel 1880
- Kenelm Lee Guinness (1887-1937), pilota automobilistico e costruttore di candele di accensione

#### Conti di Iveagh
- Edward Guinness, I conte di Iveagh (1847-1927)
- Rupert Guinness, II conte di Iveagh (1874-1967)
- Benjamin Guinness, III conte di Iveagh (1937-1992)
- Arthur Guinness, IV conte di Iveagh (1969-)
- Gwendolen Guinness, contessa di Iveagh
- Caroline Blackwood (1931-1996)
- Garech Browne (born 1939)
- Paul Channon (1935-2007)
- Sheridan Hamilton-Temple-Blackwood, V marchese di Dufferin ed Ava (1938-1988)

#### Lords Moyne
- Walter Guinness, I barone Moyne (1880-1944)
- Bryan Guinness, II barone Moyne (1905-1992)
- Jonathan Guinness, III barone Moyne (nato nel 1930)
- Desmond Guinness (nato nel 1931)
- Constantine Phipps, V marchese di Normanby (nato nel 1954)
- Daphne Guinness (nata nel 1967)
- Jasmine Guinness (nata nel 1976)

### Ramo bancario
- Thomas "Loel" Guinness (1906-1988)
- Gloria Guinness (1912-1980)
- Dolores Guinness (born 1936)
- Sabrina Guinness (born 1955)
- Loel Patrick Guinness (nato 1957)
- Victoria Niarchos (nata 1960)

### Ramo religioso e politico
- Henry Grattan Guinness (1835–1910)
- Sir Arthur Guinness (1846-1913), Speaker della Camera dei Rappresentanti della Nuova Zelanda
- Henry Guinness (1858–1945), senatore irlandese 1922–1934
- William Plunket, V barone Plunket (1864-1920)
- Os Guinness (nato 1941)
- Frank V. Guinness, politico neozelandese